# Larry Pennell
Larry Pennell (21 de febrero de 1928 – 28 de agosto de 2013) fue un actor cinematográfico y televisivo de nacionalidad estadounidense, recordado sobre todo por su papel de Dash Riprock en la serie televisiva The Beverly Hillbillies. Su carrera se extendió a lo largo de medio siglo, destacando también sus papeles de Ted McKeever en la serie Ripcord y el de Keith Holden en Lassie. También fue beisbolista, jugando para la Universidad del Sur de California y, de manera profesional, para los Boston Braves.

## Biografía

### Inicios
Su nombre completo era Lawrence Kenneth Pennell, y nació en Uniontown, Pensilvania, siendo sus padres Harold Pennell, un empresario, y Ruth Pennell, ama de casa. Sus padres se mudaron a Niagara Falls, Nueva York durante la Gran Depresión en busca de mejores oportunidades. Tras un corto tiempo en Nueva York, la familia fue a California, viviendo en Los Ángeles. Era todavía joven cuando la familia volvió a mudarse, adquiriendo vivienda cerca de Paramount Pictures, en Hollywood. Fue vendedor de periódicos en el terreno del estudio, pero el interés por el deporte lo mantuvo ajeno al cine.
Pennell jugó al béisbol en su juventud. Estudió en la Escuela Preparatoria Hollywood, donde fue primera base. Fue captado por Rod Dedeaux para jugar en la Universidad del Sur de California, donde empezó a jugar en 1947. Dejó pronto la escuela para jugar profesionalmente para los Boston Braves.

### Béisbol

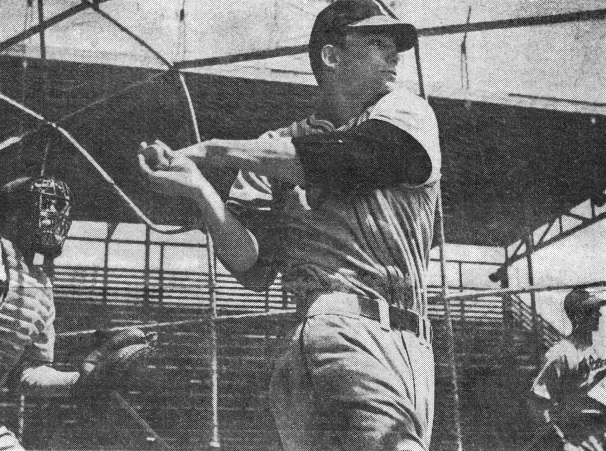
Larry Pennell jugando con los Evansville Braves en 1949

Durante su periodo con los Braves, sus compañeros le llamaban "Bud", un apodo por el que siguió siendo conocido. Se mantuvo en el equipo siete temporadas entre 1948 y 1954.
En su primer año como profesional rompió el récord de la Liga Appalachian League de carrera impulsada. Eddie Mathews le mencionaba en su autobiografía con afecto. No pudo jugar en las temporadas 1950–1953 a causa de su servicio en la Guerra de Corea, trabajando en contrainteligencia en el Ejército de los Estados Unidos. A su vuelta de la guerra, su contrato como jugador fue adquirido por los Brooklyn Dodgers. Sin embargo, decidió dedicarse a la actuación.

### Carrera como actor

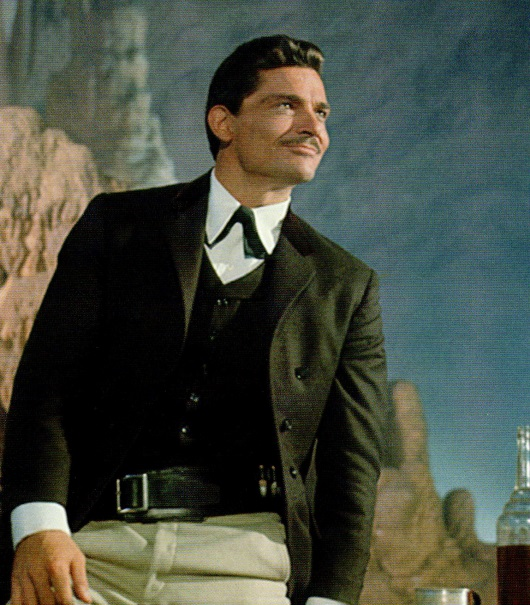
Larry Pennell as General Jack O' Neal in Old Surehand.

Tras ser descubierto por un cazatalentos, Pennell pasó un test de pantalla en Paramount Pictures, siendo contratado. Después viajó a Nueva York City para aprender arte dramático de actores como Sanford Meisner y Stella Adler.
En 1955 Pennell inició de manera oficial su carrera de actor. Su primer papel en el cine fue el de Oliver Brown en Seven Angry Men, trabajando junto a Raymond Massey. Gracias a ese film obtuvo un papel de entidad en Hell's Horizon, cinta a la que siguió The Far Horizons, con Charlton Heston y Donna Reed. Después fue George Crandall, actuando con James Stewart en The FBI Story.
Siguieron otros papeles. Como el de Johnny Jargin en The Devil's Hairpin. En sus inicios en el cine, Pennell fue a Europa actuando en películas como Old Surehand, una producción alemana basada en una novela de Karl May. En las películas europeas fue acreditado en ocasiones como Alessandro Pennelli. Volvió a los Estados Unidos y fue actor invitado en varias series televisivas western, como Dick Powell's Zane Grey Theater, Death Valley Days, Outlaws, Have Gun – Will Travel, Wagon Train, The Big Valley, El virginiano, Gunsmoke, Bonanza, Rango, Custer, Branded, The Rough Riders, Cimarron City y Tombstone Territory.

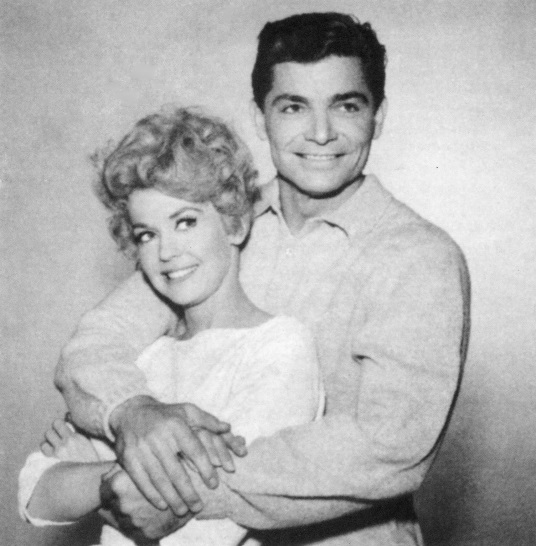
Larry Pennell con Donna Douglas en The Beverly Hillbillies (1967)

En 1961 obtuvo el papel coprotagonista de la serie televisiva Ripcord, dedicada al paracaidismo. Su compañero de reparto era Ken Curtis, y el show emitió un total de 76 episodios entre 1961 y 1963, inspirando numerosos productos comerciales derivados del mismo, como paracaídas de juguete, libros, cómics u otros muchos. Otras series en las cuales actuó fueron The Outer Limits, Thriller, The Millionaire, The West Point Story, Wire Service, The Case of the Dangerous Robin, Steve Canyon, Sea Hunt, The Aquanauts, The Everglades, Adventures in Paradise, Dragnet y Suspense Theater.
Encarnando a Dash Riprock en The Beverly Hillbillies, actuó en diez episodios acompañando a la actriz Donna Douglas. Tras The Beverly Hillbillies, Pennell siguió trabajando como actor invitado en otros shows, entre ellos Blue Light , My Friend Tony, Mayberry, R.F.D., Mis adorables sobrinos, Tierra de gigantes, Bracken's World, B. J. and the Bear y Salvage 1.
A lo largo de su carrera, Pennell siguió trabajando para la televisión, participando también en algunos telefilmes. Fue Keith Holden en 1972 en la serie de la CBS Lassie. Otras series en las que actuó fueron Mannix, Longstreet, Hunter, Banacek, Misión imposible, The Streets of San Francisco, McMillan y esposa, Magnum P.I., The Rookies, Little House on the Prairie, Owen Marshall: Counselor at Law, O'Hara, U.S. Treasury, Run, Joe, Run, Apple's Way, Silk Stalkings, Diagnosis Murder, Quantum Leap, Firefly, General Hospital y The Young and the Restless.

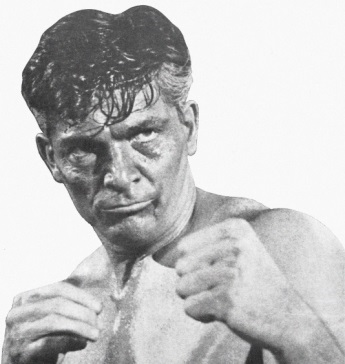
Larry Pennell en The Big Valley: The Price of Victory

Entre sus actuaciones para la gran pantalla figuran su papel de Frank Brady en La gran esperanza blanca (1970), film interpretado por James Earl Jones y Jane Alexander. Pennell también trabajó en La batalla de Midway (1976) como el Capitán Cyril Simard, acompañando a Charlton Heston y Henry Fonda. Otras cintas en las que participó fueron The Revengers, Journey Through Rosebud y Matilda. Gracias a su parecido con el actor, Pennell encarnó a Clark Gable en tres ocasiones, una de ellas en el telefilm Marilyn: The Untold Story (1980). En 1992 Pennell y Tom Selleck coincidieron por tercera vez para actuar en Mr. Baseball. Otras de sus películas fueron The Fear: Resurrection (1999), Bubba Ho-Tep (2002, con Ossie Davis), los cortos Five Minutes (2002) y Last Confession (2005), Seasons of Life (2006) y The Passing (2011).
Pennell también experimentó con la actuación y la escritura teatral, colaborando con artistas como Milton Katselas y Daniel Mann. Pennell trabajó en más de 50 piezas teatrales, entre ellas The Poker Game, Desperate Hours, Pieces of Time y Dead Autumn's Soul. Escribió y protagonizó The Signing y Close-Up, y ganó el premio al mejor actor en The Method Fest 2002 por su actuación en el corto Five Minutes. En total, a lo largo de su carrera Pennell trabajó en más de 400 producciones teatrales, cinematográficas y televisivas, además de trabajar en diferentes anuncios comerciales.

### Vida personal
Pennell estuvo casado con Patricia Throop, una modelo, actriz y antigua Miss Oregón y finalista del concurso de Miss América de 1954. Pennell fue aficionado a toda clase de deportes, entre ellos el béisbol, fútbol, tenis, boxeo, atletismo e hípica. También fue un ávido historiador y patriota. 
Larry Pennell falleció el 28 de agosto de 2013, a los 85 años de edad.

## Filmografía (selección)

### Cine
- 1955 : Seven Angry Men
- 1955 : The Far Horizons
- 1955 : Hell's Horizon
- 1955 : The Court Jester
- 1956 : The Vagabond King
- 1957 : The Devil's Hairpin
- 1958 : The Space Children
- 1959 : The FBI Story
- 1965 : A 001, operazione Giamaica
- 1965 : Old Surehand 1. Teil
- 1970 : La gran esperanza blanca
- 1970 : Brother, Cry for Me
- 1972 : Journey Through Rosebud
- 1972 : The Revengers
- 1976 : La batalla de Midway
- 1978 : Matilda
- 1980 : The Man with Bogart's Face
- 1982 : Personal Best
- 1982 : Superstition
- 1983 : The Night the Bridge Fell Down
- 1983 : Metalstorm: The Destruction of Jared-Syn
- 1987 : Ghost Chase
- 1989 : Another Chance
- 1991 : The Borrower
- 1992 : Mr. Baseball
- 1999 : The Fear: Resurrection
- 1999 : Forgiven (corto)
- 2001 : The Cross
- 2001 : 5 Minutes ( corto)
- 2001 : Jackpot
- 2002 : Rogue
- 2002 : Bubba Ho-Tep
- 2005 : Last Confession (corto)
- 2006 : Seasons of Life
- 2011 : The Passing

### Televisión
- 1956 : General Electric Theater
- 1956 : Studio 57
- 1956-1957 : The West Point Story
- 1956 : Wire Service
- 1957 : Schlitz Playhouse of Stars
- 1958-1960 : The Millionaire
- 1958 : Tombstone Territory
- 1958 : Steve Canyon
- 1958 : The Rough Riders
- 1958 : Cimarron City
- 1959 : Have Gun – Will Travel
- 1959 : Adventures in Paradise
- 1960 : The Alaskans
- 1960 : Tales of Wells Fargo
- 1960 : The Aquanauts, episodio "The Paradivers"
- 1960 : Death Valley Days, episodio "Queen of the High-Rollers"
- 1960 : Klondike
- 1960 : Dick Powell's Zane Grey Theatre, episodio "The Black Wagon"
- 1961 : Outlaws
- 1961 : Thriller
- 1961 : The Case of the Dangerous Robin
- 1961 : Bat Masterson
- 1961 : Sea Hunt, episodio "The Meet"
- 1961–1963 : Ripcord, 76 episodios
- 1963 : General Hospital
- 1964 : Wagon Train, episodio "The Trace McCloud Story"
- 1964 : The Outer Limits, episodio "The Mutant"
- 1964 : Mr. Broadway
- 1964-1967 : El virginiano, 2 episodios
- 1965 : Kraft Suspense Theatre
- 1965-1969 : The Beverly Hillbillies, 10 episodios
- 1965 : Branded
- 1966 : Blue Light
- 1967 : The Big Valley
- 1967 : Rango
- 1967 : Three for Danger
- 1967 : Custer
- 1967 : Cimarron Strip
- 1968 : Dragnet
- 1968-1974 : Gunsmoke, 2 episodios
- 1969 : My Friend Tony
- 1969 : Mayberry R.F.D.
- 1969 : Tierra de gigantes
- 1969 : Bracken's World
- 1969-1971 : Mannix, 2 episodios
- 1970 : Misión imposible
- 1970 : Mis adorables sobrinos
- 1971 : City Beneath the Sea (telefilm)
- 1971 : Longstreet
- 1971-1972 : O'Hara, U.S. Treasury, 2 episodios
- 1971-1974 : McMillan y esposa
- 1972-1973 : Lassie, 21 episodios
- 1972 : Lassie: Joyous Sound (telefilm)
- 1973 : The Young and the Restless
- 1973 : Banacek
- 1973-1974 : The Streets of San Francisco, 2 episodios
- 1974 : Apple's Way
- 1974 : Owen Marshall: Counselor at Law
- 1974 : The Rookies
- 1974 : Walt Disney anthology television series
- 1976 : Helter Skelter (telefilm)
- 1977 : Hunter
- 1977 : Little House on the Prairie
- 1979 : Salvage 1
- 1979 : BJ and the Bear
- 1979 : Elvis (telefilm)
- 1980 : Marilyn: The Untold Story (telefilm)
- 1982-1986 : Magnum P.I., 2 episodios
- 1993 : Quantum Leap, episodio "Good-Bye, Norma Jean"
- 1997 : Diagnosis: Murder, episodio "Looks Can Kill"
- 1997 : Silk Stalkings, episodio "The Wedge"
- 2002 : Firefly, episodio "Shindig"

## Teatro
- Dream a Little Dream, Company of Angels, Los Angeles
- Sing the Song Lady, Network Studio, North Hollywood
- Monroe, Crystal Sands, Hilton Head, South Carolina
- The Signing (escrita por Larry Pennell), Stella Adler Theater, Beverly Hills Playhouse

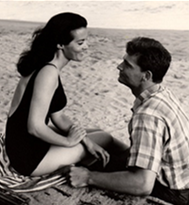
Larry Pennell y su esposa, Patricia

- Close-Up (escrita por Larry Pennell), Stella Adler Theater, Beverly Hills Playhouse
- Pieces of time, Pan Andreas Theater, Hollywood
- Desperate Hours, New Dramatist's, Inc., New York City
- Dead Autumn's Soul, New York City
- The Poker Game, (Pre-Broadway) New York City
- Mary, Mary, Tiffany's Attic Theater, Kansas City